# 鸟笼山剿匪记
《鸟笼山剿匪记》，原名《大杀器传奇》，是中国大陆自由职业者胡戈继《一个馒头引发的血案》、《春运帝国》之后的第三部网络电影。与前两部不同，此片并非由其它电影素材剪辑而成，而是由真人扮演。《鸟笼山剿匪记》长度为50分钟，用DV拍摄。据胡戈本人讲，此片系他与他人投资15万人民币拍摄。该剧名称戏仿了中国1980年代末的知名电视连续剧《乌龙山剿匪记》。
专业视频网站——六间房是此片的唯一赞助商。胡戈宣布2006年6月6日10点在六间房独家播出此片。当日，由于访问量过大，致使网站数度出现访问故障。当时，网剧在中国大陆尚不成熟。胡戈的行为被认是在“走钢线”，挑战网络短片的监管空白。
同年10月，胡戈在六间房推出另一部相关作品——《鸟笼山电视购物》。

## 剧情介绍
傻大木藏身在鸟笼山，秘密制造大杀器（即“大规模杀伤性武器”简称），企图毁灭地球。世界警察总部“乔不士”司令派特工“有名”渗入侦查“傻大木”盘踞的“鸟笼山”。有名靠演技突出成功潜入，却在深夜秘密侦查时被起夜的喽啰捕获，傻大木通过“hoogle.com”（将Google和导演胡戈之名结合的戏仿网站）搜到了有名的blog，进而得知其前来的目的。乔司令借口傻大木制造和储藏“大杀器”，派“安鸟部队”攻打鸟笼山。傻大木不战自散，无奈借“老拉”帮忙利用神秘方式传送走。士兵们冲进仓库后发现大杀器其实是馒头。
潜逃后的傻大木开始在街头散发“大杀器”，却不料被一处居民楼的保安擒获。
字幕后，开发商在鸟笼山出售高价房产，声称其交通便利、环境优雅。紧接着一群抗议强制性拆迁的人来示威，结果被乔不士手下打手使用建筑用标准红砖痛打。

## 涉及事件
- 片中大量使用谐音和名称变体，如傻大木被认为与萨达姆谐音，乔不士与乔治·布什谐音。类似的还有靖国神厕（靖国神社），蚂蝗卫视（凤凰卫视），小全（小泉纯一郎），旧闻和废纸摘要（中央人民广播电台每天凌晨的《新闻和报纸摘要》节目），“满城尽戴黄金乙”（《满城尽戴黄金甲》）等。
- “大杀器”既是馒头，这是沿用了胡戈首作《一个馒头引发的血案》的情节。
- 傻大木在洞口朝天开枪，把侦查飞机（CG效果是以F-35战斗机做原型）打了下来，讽刺朝鲜小学语文课本中《伟大领袖金日成将军举起了枪》打下飞机的情节。[4]傻大木的心腹随后称“这种飞机，大王用竹竿都可以捅下来呢”，模仿了中华人民共和国第二任外交部部长陈毅对外国记者询问中国用何武器打下U-2飞机的回答。[5]
- 乔不士在面对记者的质疑时说：“人可以无耻到我这种地步”，是反讽陈凯歌对胡戈说的“人不能无耻到这种地步”。[6][7]
- 傻大木问其心腹自己的军队战斗力如何时，对方答曰“我们的军队战斗力非常强大，世界排名第四呢！”这句话源自海湾战争之前，伊拉克被认为拥有世界第四强大的军队。[8][9][10]
- 片中喽啰们所使用B41武器其实是AK-47突击步枪，在著名第一人称射击游戏《反恐精英》（1.5版本）中，恐怖分子一方购买武器时以“B－4－1”的顺序按键所购得的武器就是AK-47。
- 在世界警察总部对鸟笼山发动战争后，蚂蝗卫视记者采访了鸟笼山新闻发言人（胡戈饰），问其有何看法时，对方回答说，“大家不要惊慌，敌人根本不存在。那全是他们编造的谎言，我们这里一切正常！”而当采访结束后，蚂蝗卫视记者为了一探究竟又下山去采访安鸟部队，此时镜头切换到鸟笼山脚下，安鸟部队的士兵已经整装待发，准备攻入鸟笼山。这个场景暗讽了当年伊拉克战争时期，美英联军占领巴格达并包围了座落于其市中心的新闻部时，伊拉克新闻部长萨哈夫在那里举办的（萨达姆政权治下的）最后一场新闻发布会，在这场新闻发布会上，萨哈夫宣称，“这场侵略是注定要失败的。”并还说，“当其失败后，伊拉克会恢复如初并接受萨达姆·侯赛因总统的领导，这个政权不会被雇佣兵摧毁。”[11]而在面对巴格达被美英联军攻克的事实时，他则宣称，“他们（美英联军）脑子出了毛病，他们号称带了65辆坦克进（巴格达）城。我要告诉你们，这种说法不是真的。这是他们脑袋出毛病的一种表现。巴格达没有任何美国的异教徒存在。”[12]
- 傻大木因发帖被骂“火星人”而萌发了要毁灭地球的想法。而片中乔不士在有名进来前正在给傻大木的帖子回帖“楼主是火星人，鉴定完毕”。
- 傻大木虐待囚犯的手段是给他们播放“第十五代导演大片集锦”，而中国当前的知名导演（如陈凯歌、张艺谋、冯小刚等）被称为第五代导演。[6]
- 乔不士在准备捉拿傻大木时，小全想上去动手，乔不士说：“不行，按规定你是不能参战的……”，小全回答说：“……我是自卫啊……”。影射日本派遣自卫队上伊拉克战场。[13][14]
- 乔不士的军队进洞，准备活捉傻大木，傻大木却通过电话消失，是模仿《黑客帝国》。（萨达姆·侯赛因的被捕时间是2006年12月30日，晚于此片拍摄时间。）
- 乔不士的军队找到大杀器准备开箱检查时，要求小全上前探查，小全不愿意，乔不士说：“你不是要入常么……”（指日本希望加入联合国常任理事国一事[15]。）
- 乔不士命令打手攻击抗议拆迁人群时，从打手乘坐的大众Polo车内走出了远超过Polo车额定乘员数（5人）的众多打手，类似冯小刚导演的影片《手机》中，夜间归校从轿车内钻出的多名影校学生。[6]
- 乔不士发言时所用的讲台前侧面，写着“Yamen House”(Yamen即中文衙门的拼音)和美国总统府代表白宫(White House)发言所用蓝底白字的讲台类似。
- “有名”在傻大木面前表演的歌舞是以改编自迈克尔·杰克逊的名曲《Smooth Criminal》为原曲歌词